# Deme N'Diaye
Deme N'Diaye (Dakar, 2 febbraio 1985) è un ex calciatore senegalese centrocampista.